# Линьхэ
Линьхэ́ (кит. упр. 临河, пиньинь Línhé, буквально: «прибывая к Хуанхэ») — район городского подчинения городского округа Баян-Нур автономного района Внутренняя Монголия (КНР).

## Общая характеристика
Линьхэ расположен на равнине, к югу от реки Хуанхэ. Общая площадь района составляет 2 354 км².
Климат здесь умеренно континентальный, среднее годовое количество осадков около 140 мм, часто наблюдается существенный перепад температур между днем и ночью, летний период продолжается около 140 дней.
Население занято сельским хозяйством, животноводством и лесным хозяйством. Выращивается пшеница, дыни, арбузы, яблоки, груши.
Местную промышленность составляют пуховая, пищевая, химическая, бумажная промышленности, машиностроение.

## История
Название «Линьхэ» встречалось ещё в документах времён империи Хань, однако долгое время эти места оставались малонаселёнными. Постепенно, однако, сюда стали переселяться люди из других провинций Китая и распахивать местные земли. Когда в 1925 году здесь был образован уезд, то в качестве его названия взяли древнее слово «Линьхэ» — так появился уезд Линьхэ (临河县) провинции Суйюань.
В 1954 году провинция Суйюань была расформирована, и эти земли вошли в состав Административного района Хэтао (河套行政区) Внутренней Монголии. В 1959 году административный район Хэтао был присоединён к аймаку Баян-Нур. В ноябре 1984 года уезд Линьхэ был преобразован в городской уезд.
1 декабря 2003 года решением Госсовета КНР аймак Баян-Нур был преобразован в городской округ, а городской уезд Линьхэ стал районом в его составе.

## Административное деление
Район Линьхэ делится на 11 уличных комитетов, 7 посёлков и 2 волости.